# Консистория (масонство)

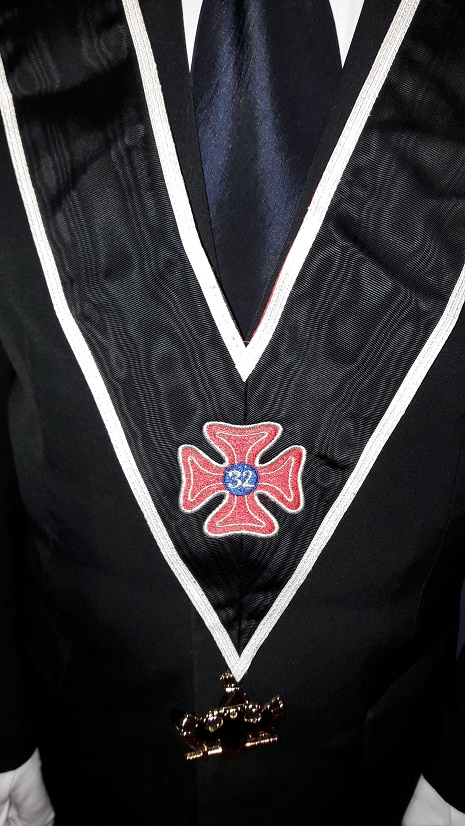
Лента Верховного князя царственной тайны

Консистория — организационная структура верховного совета Древнего и принятого шотландского устава, в которой посвящение проводится только в одну степень — верховного князя царственной тайны — 32° ДПШУ. Посвящение и ритуальное собрание консистории проводятся как правило один раз в год, на котором в консисторию принимают новых членов. Также градус считается административным и зодческая работа не пишется, но при этом необходимо занимать, год и более, ту или иную административную должность в одной из организационных структур верховного совета.
Председательствующий офицер в консистории именуется — достославным командором. Как правило, достославный командор, это заместитель великого командора — лейтенант великого командора.

## История трансформации градуса
Степень верховного князя царственной тайны изначально была 25° Устава Королевской тайны. В 1783 году в Чарльстоне, США, была проведена реформа Устава Королевской тайны, в ходе которой С. Майерс и С. Форст, к 25-градусной системе Устава Королевской тайны добавили ещё 8 градусов, после чего верховный князь царственной тайны стал 32°.

## Легенда градуса
Изначально это был христианский рыцарский градус. Первоначально главной целью его было возвращение Святой Земли христианскому миру и водружение Знамени Креста на развалинах Иерусалима. Он учит тому, что масоны должны непримиримо и неустанно сражаться с извечными врагами человека, что они должны любить и посчитать мудрость и посланцев свободы, равенства и братства. Этот градус повествует о торжестве духовного начала человека над плотским его началом, о победе нравственного чувства и разума над страстями и животными порывами. Таким образом, каждый франкмасон оказывается зажат между собственническими, эгоистическими интересами и велением долга. Долг зачастую требует от него самопожертвования, а иногда и наивысшей жертвы.